# Landtagswahlkreis Oschersleben
Der Landtagswahlkreis Oschersleben war ein Landtagswahlkreis in Sachsen-Anhalt. Der Wahlkreis umfasste zuletzt vom Landkreis Börde die Gemeinden Am Großen Bruch, Ausleben, Eilsleben, Harbke, Hötensleben, Sommersdorf, Ummendorf, Völpke und Wefensleben sowie die Städte Gröningen, Kroppenstedt und Oschersleben (Bode). Zur Landtagswahl 2021 wurde er aufgelöst und ging im neuen Landtagswahlkreis Oschersleben-Wanzleben auf, der wie vorher der Wahlkreis Oschersleben die Wahlkreisnummer 9 trägt.

## Wahl 2016
Bei der Landtagswahl in Sachsen-Anhalt 2016 waren 35104 Einwohner wahlberechtigt; die Wahlbeteiligung lag bei 56,7 %. Das Direktmandat gewann Gabriele Brakebusch mit einem Stimmanteil von 30,0 %.
| Bewerber            | Partei            | Erststimmen in % | Zweitstimmen in % |
| ------------------- | ----------------- | ---------------- | ----------------- |
| Gabriele Brakebusch | CDU               | 30,0             | 32,0              |
| Dirk Zitzelsberger  | AfD               | 25,7             | 23,7              |
| Wolfgang Zahn       | SPD               | 20,5             | 13,1              |
| Doreen Hildebrandt  | LINKE             | 14,5             | 15,0              |
| Thomas Ulrich       | FDP               | 5,5              | 4,4               |
| Britta-Heide Garben | GRÜNE             | 3,9              | 3,3               |
| –                   | NPD               | –                | 2,3               |
| –                   | Freie Wähler      | –                | 1,5               |
| –                   | Tierschutzpartei  | –                | 1,3               |
| –                   | Tierschutzallianz | –                | 1,1               |
| –                   | ALFA              | –                | 0,8               |
| –                   | MG                | –                | 0,5               |
| –                   | DIE RECHTE        | –                | 0,4               |
| –                   | Die PARTEI        | –                | 0,4               |

## Wahl 2011
Bei der Landtagswahl in Sachsen-Anhalt 2011 waren 38992 Einwohner wahlberechtigt; die Wahlbeteiligung lag bei 47,6 %. Gabriele Brakebusch gewann das Direktmandat für die CDU.
| Bewerber            | Partei           | Erststimmen in % | Zweitstimmen in % |
| ------------------- | ---------------- | ---------------- | ----------------- |
| Gabriele Brakebusch | CDU              | 31,5             | 31,8              |
| Wolfgang Zahn       | SPD              | 26,8             | 25,5              |
| Jürgen Ohst         | LINKE            | 22,2             | 23,1              |
| Uwe Schrader        | FDP              | 5,3              | 4,3               |
| Thino Perner        | GRÜNE            | 4,9              | 5,2               |
| Stephan Mundt       | NPD              | 4,7              | 5,2               |
| Jürgen Schlee       | Freie Wähler     | 4,6              | 2,7               |
| –                   | Tierschutzpartei | –                | 1,5               |
| –                   | Piraten          | –                | 1,0               |
| –                   | SPV              | –                | 0,4               |
| –                   | KPD              | –                | 0,2               |
| –                   | MLPD             | –                | 0,2               |
| –                   | ödp              | –                | 0,2               |

## Wahl 2006
Bei der Landtagswahl in Sachsen-Anhalt 2006 traten folgende Kandidaten an:
| Name                             | Partei    | Anteil der Erststimmen |
| -------------------------------- | --------- | ---------------------- |
| Gabriele Brakebusch              | CDU       | 33,9 %                 |
| Jürgen Ohst                      | Die Linke | 21,8 %                 |
| Michael Stier                    | SPD       | 25,3 %                 |
| Uwe Schrader                     | FDP       | 10,6 %                 |
| Kerstin Görsch                   | GRÜNE     | 3,0 %                  |
| Diethard Götze                   | AGFG      | 1,4 %                  |
| Norbert Kolleck                  | BBW       | 3,3 %                  |
| Jens Rehmann                     | GUT       | 0,6 %                  |
| Wahlberechtigte: 41837 Einwohner |           |                        |
| Wahlbeteiligung: 45,0 %          |           |                        |